# فريدريك تود
فريدريك تود (بالإنجليزية: Frederick Todd)‏ هو مهندس معماري أمريكي، ولد في 11 مارس 1876 في كونكورد في الولايات المتحدة، وتوفي في 15 فبراير 1948 في مونتريال في كندا.